# كيكي ماتيو
كيكي ماتيو (بالإسبانية: Enrique Mateo Montoya)‏ (مواليد 12 ديسمبر 1979 في مرسية - إسبانيا) لاعب كرة قدم إسباني يلعب حاليا لصالح نادي الدرجة الأولى ريال سبورتنغ خيخون الإسباني منذ 2007 في مركز الوسط المهاجم .

## روابط خارجية
- كيكي ماتيو على موقع قاعدة بيانات كرة القدم.إي يو (الإنجليزية)
- كيكي ماتيو على موقع Soccerway.com (الإنجليزية)
- كيكي ماتيو على موقع كووورة